# Diana MacManus
Diana MacManus (10 de abril de 1986) es una deportista estadounidense que compitió en natación.
Ganó dos medallas de bronce en el Campeonato Mundial de Natación en Piscina Corta de 2002, en las pruebas de 50 m espalda y 100 m espalda.

## Palmarés internacional
| Campeonato Mundial en Piscina Corta | Campeonato Mundial en Piscina Corta | Campeonato Mundial en Piscina Corta | Campeonato Mundial en Piscina Corta |
| Año                                 | Lugar                               | Medalla                             | Prueba                              |
| ----------------------------------- | ----------------------------------- | ----------------------------------- | ----------------------------------- |
| 2002                                | Moscú (Rusia)                       | Medalla de bronce                   | 50 m espalda                        |
| 2002                                | Moscú (Rusia)                       | Medalla de bronce                   | 100 m espalda                       |